# 5214 Oozora
5214 Oozora (1990 VN3) là một tiểu hành tinh vành đai chính được phát hiện ngày 13 tháng 11 năm 1990 bởi Takahashi và Watanabe ở Kitami.